# Nueva Palmira
Nueva Palmira é uma cidade uruguaia localizada no departamento de Colônia, ao sudoeste do país. Está localizada na margem leste do Rio Uruguai, distante 86 km a noroeste da capital departamental, Colônia do Sacramento.

## População
Possui uma população de 9 857 habitantes, segundo dados do censo nacional de 2011.
| 1908  | 1963  | 1975  | 1985  | 1996  | 2004  | 2011  |
| ----- | ----- | ----- | ----- | ----- | ----- | ----- |
| 4 191 | 6 307 | 7 146 | 7 191 | 8 339 | 9 230 | 9 857 |

## Porto
O porto de Nueva Palmira está localizado às margens do Rio Uruguai, próximo a cidade. E desde a sua criação tem mantido uma grande atividade comercial. Este porto é o segundo maior do país, quando se refere a tonelagem de carga movimentada, precedido pelo porto de Montevidéu.
O porto está estrategicamente localizado, concentrando boa parte da produção nacional, incluindo frutas cítricas, madeira e seus derivados (tais produtos fazem parte da maioria das exportações nacionais).
Por outro lado, recebe também grande parte das importações destinadas ao Mercosul, a facilidade de utilizar a Navegação por cabotagem, facilita o transbordo de grandes navios para pequenas embarcações, podendo alcançar regiões mais ao Norte, utilizando a Hidrovia Paraguai-Paraná.